# تيريزا مانويل
تيريزا مانويل (بالإنجليزية: Theresa Manuel)‏ هي منافسة ألعاب القوى أمريكية، ولدت في 7 يناير 1926 في تامبا في الولايات المتحدة، وتوفي بنفس المكان في 21 نوفمبر 2016.

## وصلات خارجية
- تيريزا مانويل على موقع أوليمبيديا (الإنجليزية)